# 徐永清
徐永清（1938年—），浙江建德人。中国人民解放军上将。
1956年，参加中国人民解放军，任战士、文书、营部书记、师司令部保密员、通信连副指导员、指导员、营副教导员、团政治处宣传股股长、师政治部宣传科副科长、秘书科科长、团政委、师政治部主任、军副政委。1985年，担任中国人民解放军第27集团军政委，率部参加两山战役。1988年，任浙江省军区政委，同年授予少将军衔。1994年，任兰州军区副政委、军区党委常委，次年授中将。1996年任武警部队政委、党委书记。2000年6月晋升为武警上将警衔。
| 中国人民解放军职务       | 中国人民解放军职务                                             | 中国人民解放军职务 |
| ------------------------ | -------------------------------------------------------------- | ------------------ |
| 新頭銜                   | 中国人民解放军陆军第二十七集团军政治委员 1985年7月－1988年10月 | 繼任： 朱增泉      |
| 前任： 刘新增            | 中国人民解放军浙江省军区政治委员 1988年3月－1995年1月          | 繼任： 贺家弼      |
| 中国人民武装警察部队职务 |                                                                |                    |
| 前任： 张树田            | 中国人民武装警察部队政治委员 1996年2月－2003年12月             | 繼任： 隋明太      |